# Првосвештеник
Првосвештеник је титула поглавара старозаветне јерархије, увео ју је Мојсије, који је, основавши јерархију, поставио на њено чело старијег брата свог Арона. Служба Првосвештеника је била највећим делом наследна, од оца ка сину. Првосвештеник је имао огроман значај у старозаветној теократији: био је посредник између народа и Јахвеа, он, једини, је могао да улази једном годишње у Светињу над Светињама, као у присуству Јахвеа, ради приношења жртве умилостивљујуће за грехове народа.